# Фастнахтшпіль
Фастна́хтшпіль (нім. Fastnachtspiel) – «дійства на масницю», невеликі віршовані комедії, поширені в Німеччині в XV-XVI століття.
Фастнахтшпілі виникли зі звичаю, за яким перевдягнена молодь на масницю ходила містом, імпровізуючи невеликі сценки, пересипані грубими жартами, в яких у комічному вигляді відтворювалися різні події з повсякденного життя. З часом подібні вистави набули організованішого характеру. Розширилося коло тем: поряд із буфонадним відображенням випадків із шлюбного життя, глузуванням над простакуватістю мужиків та іншим фастнахтшпілі починають порушувати питання політики й релігії. Водночас фастнахтшпіль звертається до літературних джерел, драматурги запозичують сюжети з великої літератури новел, фацецій та шванків. Усього до нас дійшло близько 150 п'єс.
Більша частина їх виникла в місті Нюрнбергу, де фастнахтшпілі набули особливо широкої популярності в бюргерському середовищі. Найвизначніші драматурги фастнахтшпілю – Ганс Розенплют (перша половина XV століття), Ганс Фольц (пом. 1515) та Ганс Сакс . Ці автори написали близько 85 п'єс.